# Breutelia longicapsularis
Breutelia longicapsularis là một loài rêu trong họ Bartramiaceae. Loài này được Dixon mô tả khoa học đầu tiên năm 1922.